# コワール語
コワール語（コワールご、英語: Khowar、コワール語: کھوار）は、ダルド語群に属する言語である。話者は、カイバル・パクトゥンクワ州のチトラル、ギルギット・バルティスタンのギザル県、上スワト（Swat）の一部に居住する。チトラリー語とも呼ばれる。

## 言語名別称
- Arniya
- Chitrali
- Chitrari
- Citrali
- Kashkari
- Khawar
- Patu
- Qashqari
- コワル語
- コーワール語
- チトラリー語

## 方言
- North Khowar (khw-nor)
- Swat Khowar (khw-swa)
- South Khowar (khw-sou)
- East Khowar (khw-eas)